# Dictenidia glabrata
Dictenidia glabrata är en tvåvingeart som beskrevs av Alexander 1938. Dictenidia glabrata ingår i släktet Dictenidia och familjen storharkrankar. Inga underarter finns listade i Catalogue of Life.